# Karl Hess (strzelec)
Karl Hess (ur. w XIX wieku, zm. w XX wieku) – szwajcarski strzelec, medalista mistrzostw świata.
Szwajcar zdobył w swojej karierze dziewięć medali mistrzostw świata, w tym dwa w konkurencjach indywidualnych. Był specjalistą w konkurencji pistolet dowolny, 50 m. Indywidualnie zdobył dwa tytuły mistrzowskie, zaś drużynowo trzykrotnie zostawał mistrzem globu. Ponadto był czterokrotnym wicemistrzem świata.

## Medale mistrzostw świata
Opracowano na podstawie materiałów źródłowych:
| Mistrzostwa   | Konkurencja                       | Wynik                    | Miejsce |
| ------------- | --------------------------------- | ------------------------ | ------- |
| Lucerna 1901  | Pistolet dowolny, 50 m            | 443 punkty               | 1       |
| Lucerna 1901  | Pistolet dowolny, 50 m, drużynowo | 2159 punktów (drużynowo) | 1       |
| Rzym 1902     | Pistolet dowolny, 50 m            | 470 punktów              | 1       |
| Rzym 1902     | Pistolet dowolny, 50 m, drużynowo | 2187 punktów (drużynowo) | 1       |
| Lyon 1904     | Pistolet dowolny, 50 m, drużynowo | 2333 punkty (drużynowo)  | 1       |
| Bruksela 1905 | Pistolet dowolny, 50 m, drużynowo | 2393 punkty (drużynowo)  | 2       |
| Mediolan 1906 | Pistolet dowolny, 50 m, drużynowo | 2422 punkty (drużynowo)  | 2       |
| Zurych 1907   | Pistolet dowolny, 50 m, drużynowo | 2395 punktów (drużynowo) | 2       |
| Hamburg 1909  | Pistolet dowolny, 50 m, drużynowo | 2450 punktów (drużynowo) | 2       |